# Ökotárs Alapítvány
Az Ökotárs Alapítvány nevű magyar civil szervezet az állampolgári önszerveződések támogatásával kíván hozzájárulni egy demokratikus, fenntartható és igazságos társadalom, valamint a nyilvánosság részvételén alapuló intézményrendszer fejlődéséhez. Civil szervezeteket és helyi kezdeményezéseket támogat adományokkal, képzésekkel, ösztöndíjas programokkal, valamint szükség szerint szakértői és technikai segítséggel járul hozzá a magyarországi civil szektor megerősítéséhez és fejlesztéséhez.

## Története
Az Ökotárs elődje, a Partnership Program három amerikai filantróp alapítvány, a German Marshall Fund, a Charles Stewart Mott Foundation és a Rockefeller Brothers Fund kezdeményezésére jött létre a visegrádi országokban az akkor kibontakozó zöld mozgalmak támogatására a demokratikus átmenet keretében.
A program első hároméves ciklusának sikere után az Ökotárs Alapítvány 1994-ben jött létre magyarországi jogi személyként, első igazgatója Foltányi Zsuzsa volt. Az alapítvány fő tevékenysége a kezdetek óta a hatékony, rugalmas, gyors, megbízható rendszerben nyújtott adományozás, amellyel a hazai civil és környezetvédő mozgalmak erősödését, programjait, kampányait, akcióit segíti. Működése során magánalapítványok, vállalatok, kormányzatok és nemzetközi szervezetek támogatási programjainak lebonyolításában is közreműködött.
A pénzügyi támogatás mellett az Ökotárs tanulmányutakat, tréningeket, szervezetfejlesztő képzéseket is szervez és szakértői segítséget közvetít a civil szervezeteknek. Ezek az 1990-es években az Átfogó Szervezetfejlesztési program, ma a helyi állampolgári csoportokat megerősítő KÖZ-SZER-VEZ és Civil térkép programok égisze alatt valósulnak meg. Az alapítvány hozzájárult a zöld mozgalom belső együttműködési mechanizmusainak kialakulásához:1996–2005 közt a mozgalom havi találkozóit szervezte és a mozgalom és az államigazgatás közti jobb kommunikációt is hatékonyan segítette. Az ezredforduló óta tevékenységének fókuszában egyre inkább a teljes civil szektor megerősítése és fejlesztése áll. Ennek szellemében indult 2003-ban az alapítvány Civil-Társ programja is, hogy a szervezet szakértői és érdekérvényesítő tevékenységével hozzájáruljon egy civilbarát, a civil szektor működését támogató jogszabályi környezet létrejöttéhez.

## Eredmények
Az alapítvány támogatásaival, szakértői segítségével aktív szerepet játszott a magyar zöldmozgalom születésében. Fennállása óta a szervezet közel 3000 pályázatot támogatott mintegy 8 milliárd forint értékben. Sok civil szervezet az Ökotárstól kapta első támogatását. Az Ökotárs támogatásával számos sikeres civil kezdeményezés valósult meg, és nyerte el a helyi társadalom széles körű elismerését, illetve vált meghatározóvá egy-egy régióban.
A Norvég és Svájci Civil Alapok révén a szervezet szélesebb értelemben is a civil társadalom elsőrendű független támogatójává vált. A támogatott projektek számos területet lefednek, úgy mint demokrácia és emberi jogok, társadalmi részvétel, integráció, közösségfejlesztés és -szervezés, klímavédelem.

## Jelenlegi programok

### Közös Értékeink Program
A 2022 végén indult pályázati program célja a hazai civil szervezetek támogatása. A program felhívásain olyan civil szervezetek kaphatnak támogatást, amelyek munkájukkal elősegítik, hogy mindannyian élhessünk az Európai Unióban garantált jogainkkal. A felhívások célja, hogy a nyertes pályázók ötleteik megvalósításával hozzájáruljanak az európai értékek – az emberi méltóság, a szabadság, az egyenlőség, a demokrácia, a jogállamiság és az emberi jogok – védelméhez, erősítéséhez és népszerűsítéséhez.
A Közös Értékeink Program három év alatt, három nyílt pályázati felhíváson keresztül, mintegy 3,4 millió € értékben valósul meg az Európai Unió Citizens, Equality, Rights and Values programjának támogatásával.

### Reclaim Our Civil Space!
A Reclaim Our Civil Space! program 2019-ben indult 8 ország (Bulgária, Csehország, Lengyelország, Magyarország, Szlovákia, Szerbia és szakértő partnerként Norvégia) 10 civil szervezetének együttműködésében, válaszul olyan Európa-szerte megfigyelhető tendenciákra, mint a civilek mozgásterének korlátozása és a demokratikus intézményrendszerek meggyengülése.
A program célja a közép-európai civil társadalom lehetőségeinek a bővítése és uniós szintű cselekvés kezdeményezése a civil társadalom fontosságának elismerése és védelme érdekében.
A programban részes országok tevékenységei közé tartozik a helyi civil szervezetek kapacitásainak megerősítése, illetve a programban részt vevő civilek között határon átnyúló kapcsolatok építése tréningekkel, műhelymunkákkal. A megvalósító szervezetek nemzetközi szintű szakmai anyagok kidolgozásával és egy átfogó uniós civil stratégia létrehozására megfogalmazott javaslatokkal veszik fel a harcot a civil társadalom mozgásterének a szűkülésével szemben.

### KÖZ-SZER-VEZ
A 2016 óta működő Közösség-Szervezés-Vezetés program képzéssel, mentorálással, hálózatépítéssel segíti összetartó közösségek létrejöttét, amelyek eredményesen és hatásosan alakítják a helyi közügyeket és közéletet. A program kezdete óta mintegy 50, elsősorban kisebb vidéki településen működő helyi állampolgári csoport és közösségszervező kapott támogatást.

### Civil Térkép
A Civil Térkép program 2018 óta segíti kisösszegű adományokkal, műhelyekkel és mentorálással a helyi, térségi civil hálózatok létrejöttét. A program az utóbbi időben elsősorban Közép- és Észak-Magyarországon zajlik.

### Civil Társ
Az Ökotárs folyamatosan nyomon követi és elemzi a civil szektor hazai helyzetét, erről elemzéseket és jelentéseket készít, valamint a civil ügyekkel kapcsolatos jogi tanácsokat ad a hozzá fordulóknak.

### Az Év Fája
Az Év Fája Versenyt 2010 óta szervezi meg az Ökotárs Alapítvány. A versenybe olyan fákat nevezhetnek a résztvevők, amelyek sokat jelentenek a közösség számára, illetve amelynek megvédéséért aktívan cselekednek a körülötte élők. A győztest a közönség választja meg online szavazással.
A kezdeményezés Csehországból indult 2002-ben, ottani szervezője a Nadace Partnerstvi, az Ökotárs cseh testvérszervezete. A versenynek európai fordulója is van az Environmental Partnership Association szervezésében.

## Fontosabb régebbi programok

### Svájci-Magyar Civil és Ösztöndíj Alapok
Svájc az Európai Unió bővülése után, a gazdasági és társadalmi egyenlőtlenségek csökkentése érdekében 2011 és 2015 között támogatási alapokon keresztül segítette az új tagországokat. Az ennek keretében létrehozott civil alapból összesen 111, elsősorban észak- és kelet-magyarországi civil szervezet kapott támogatás, összesen 5,6 millió CHF értékben.

### Norvég Civil Támogatási Alap
A Norvég Alap egyik programjaként 2007 és 2017 között működő EGT/Norvég Civil Támogatási Alap átfogó célja volt, hogy segítse a magyarországi civil társadalom fejlődését. Az alap az alábbi témákban nyújtott támogatást:
- emberi jogok és demokrácia;
- női jogok és esélyegyenlőség;
- szervezet- és közösségfejlesztés;
- ifjúsági- és gyermekügyek;
- környezetvédelem és fenntartható fejlődés;
- jóléti szolgáltatások társadalmilag sérülékeny csoportoknak;
- társadalmilag sérülékeny csoportok megerősítése (fókusz: roma integráció).

Az alapot lebonyolító civil szervezetek konzorciumát az Ökotárs Alapítvány vezette. Az első ciklusban 240, a másodikban 448 civil szervezet projektje részesült az alap támogatásában.

#### Norvég Alap-ügy
2014-ben a magyar kormány több tagja a Norvég Civil Támogatási Alap pénzosztási gyakorlatát illetően komoly vádakkal illette az Ökotárs Alapítványt, amelyek később alaptalannak bizonyultak mind a hazai hatóságok, mind a Norvégia által folytatott vizsgálat szerint.
A kormány eleinte politikai elfogultsággal, később pedig szervezett csalással vádolta az alapítványt. A kormánytagok azt kérték, hogy a norvég pályázati pénz elosztását a továbbiakban a magyar kormány végezhesse. Az alapítványnál és a kedvezményezett szervezeteknél is ellenőrzést tartott a KEHI, aminek jogosságát civil szervezetek, magyar politikai pártok és a pénzügyi forrásokat biztosító Norvégia is kétségbe vonta. Az eljárás megindulását követően Norvégia, az EU és az USA is diplomáciai nyomás helyezte Magyarországot.
2014. szeptemberében a Készenléti Rendőrség mintegy negyven rendőr bevonásával hat helyszínen házkutatást tartott „hűtlen kezelés és jogosulatlan pénzügyi tevékenység” ügyében. Később a Budai Központi Kerületi Bíróság 2015. január 23-án kelt határozatában jogerősen megállapította, hogy az Ökotárs elleni 2014 szeptemberi házkutatás és lefoglalás elrendelése törvénysértő volt, mert bűncselekmény gyanúja nem volt megállapítható.
2014. október 22-én a KEHI nyilvánosságra hozta elsődleges jelentését, amelyben a vizsgált projektek 97%-ánál állapított meg szabálytalanságot, és bűncselekmény gyanúja (hűtlen kezelés, költségvetési csalás, magánokirat-hamisítás és jogosulatlan pénzügyi tevékenység) miatt feljelentést tettek.
2015. június 30-án a Fővárosi Főügyészség szóvivője közölte, hogy a vizsgálat szerint a pénzek elosztásában közreműködő szervezetek törvényesen működtek, tevékenységük megfelelt a magyar jogszabályoknak. Az öt vizsgált szervezet közül háromnál semmilyen szabálytalanságot nem találtak. Egy szervezetnél megállapították, hogy 2012. és 2013. évi beszámolóját nem jelentette meg a honlapján – a szervezetet felszólították ennek pótlására. Egy szervezettel kapcsolatban pedig megállapították, hogy már nem működik, és kezdeményezték megszüntetését.
2015 októberében a Nemzeti Adó- és Vámhivatal bűncselekmény hiányában megszüntette a pénzek elosztását végző konzorcium és 17 támogatott civil szervezet ellen indított eljárást. Ennek tényét az Ökotárs Alapítvány tette közzé, majd az MTI megkeresésére a NAV Közép-magyarországi Regionális Bűnügyi Igazgatóságának sajtó- és kommunikációs főosztálya is megerősítette.
Norvégia saját, független vizsgálatot folytatott le, mely azzal az eredménnyel zárult, hogy „az Ökotárs vezette négytagú konzorciumot kiválóan választották ki erre a feladatra”, „a támogatások elosztása professzionális és teljesen átlátható módon történt, sőt, a Magyarországon megvalósult gyakorlatot más országok figyelmébe is ajánlják.” „A jelentés kiemeli a magyar alapítványok függetlenségét, tapasztalatát, stratégiai látásmódját, szakmai nívóját és elkötelezettségét. A külső szakértők szerint a finanszírozott projektek megalapozottak voltak, a célok és eszközök pedig letisztultak és egyértelműek. Külön kiemelik a magas színvonalú elvárásokat a pályázatok megnyeréséhez és a valódi versenyt a szervezetek között.”
2016 októberében a Társaság a Szabadságjogokért kétéves pereskedés után hozzájutott az egész ügyet kirobbantó levélhez, amelyben Orbán Viktor miniszterelnök a 355/2011 (XII. 30.) Kormányrendelet 11§ (3) bekezdésében kapott felhatalmazás alapján személyesen utasította a Kormányzati Ellenőrzési Hivatalt a rendkívüli ellenőrzés megindítására.

### Zöldövezet Program
A 2005 és 2018 között elsősorban a MOL támogatásával működő Zöldövezet Programban helyi civil szervetek és társasházak pályázhattak közösségi zöldfelületek létrehozására vagy megújítására. A program futamideje alatt évente 25-30 ilyen projekt részesült támogatásban.

### Általános adományi program
Az Ökotárs Nyitott társadalom – egészséges környezet adományi programja keretében a környezeti érdekérvényesítést, a döntéshozatalban való társadalmi részvételt és nyilvánosságot valamint a környezeti konfliktusok megoldását szolgáló („watchdog” jellegű) tevékenységeket támogatott.

## Főbb partnerek és támogatók
Az Ökotárs Alapítvány tagja a hasonló céllal működő "testvérszervezeteket" tömörítő Environmental Partnership Association-nak, és több európai civil hálózatnak, pl. European Civic Forum, European Community Organizing Network.
Magyarországon szorosan együttműködik hasonló civil támogató és fejlesztő szervezetekkel, pl. Autonómia Alapítvány, Kárpátok Alapítvány-Magyarország, illetve alapító tagja a Civilizáció koalíciónak és az Effekteam Egyesületnek.
Az alapítvány főbb támogatói közé tartozik az Európai Unió, Az EGT & Norvég Alapok valamint jellemzően külföldi filantróp donorok (pl. Civitates, Open Society Foundations).